# Абос, Джироламо
Джироламо Абос (итал. Girolamo Abos, также встречаются варианты Абоссо, Авоссо, Авосса, Авос; 16 ноября 1715, Валлетта, Мальта — май 1760, Неаполь, Неаполитанское королевство) — мальтийско-итальянский оперный и церковный композитор.

## Биография
Джироламо Абос родился в Валлетте, Мальта. Является сыном Джан Томазо Абоса, чей отец был французом из Кастеллана, и Розы Фарругия. Джироламо обучался музыке у Леонардо Лео и Франческо Дуранте в Неаполе.
В 1756 году Абос становится аккомпаниатором (maestro al cembalo) в итальянском театре в Лондоне. В 1758 возвращается в Италию в качестве преподавателя в консерватории Пьета-дей-Туркини в Неаполе, где Джованни Паизиелло был одним из его учеников. Он написал 14 опер для оперных театров в Неаполе, Риме и Лондоне, из которых Tito Manlio (Неаполь, 1751) стала самой успешной. После 1758 года он сочинил немало церковной музыки, в том числе семь месс и несколько ектений.
Джироламо Абос скончался в городе Неаполе в 1760 году.

## Оперы
- Le due zingare simili, 1742 — Неаполь, Teatro Nuovo
- Il geloso, 1743 — Неаполь, Teatro dei Fiorentini
- Le furberie di Spilletto, 1744 — Флоренция, Teatro del Cocomero
- La serva padrona, 1744 — Неаполь
- La moglie gelosa, 1745 — Неаполь, Teatro dei Fiorentini
- Adriano in Siria, 1746 — Флоренция, Teatro della Pergola
- Artaserse, 1746 — Венеция, Teatro di San Giovanni Crisostomo
- Pelopida, 1747 — Рим, Teatro Argentina
- Alessandro nelle Indie, 1747 — Анкона, Teatro La Fenice
- Arianna e Teseo, 1748 — Рим, Teatro delle Dame
- Tito Manlio, 1751 — Неаполь, Teatro San Carlo
- Erifile, 1752 — Рим, Teatro delle Dame
- Lucio Vero o sia Il Vologeso, 1752 — Неаполь, Teatro San Carlo
- Il Medo, 1753 — Турин, Teatro Regio